# Chiesa di Sant'Andrea (Montecarlo, Italia)
La chiesa di Sant'Andrea è un edificio sacro che si trova a Montecarlo. È sede parrocchiale e appartiene alla diocesi di Pescia.

## Storia e descrizione

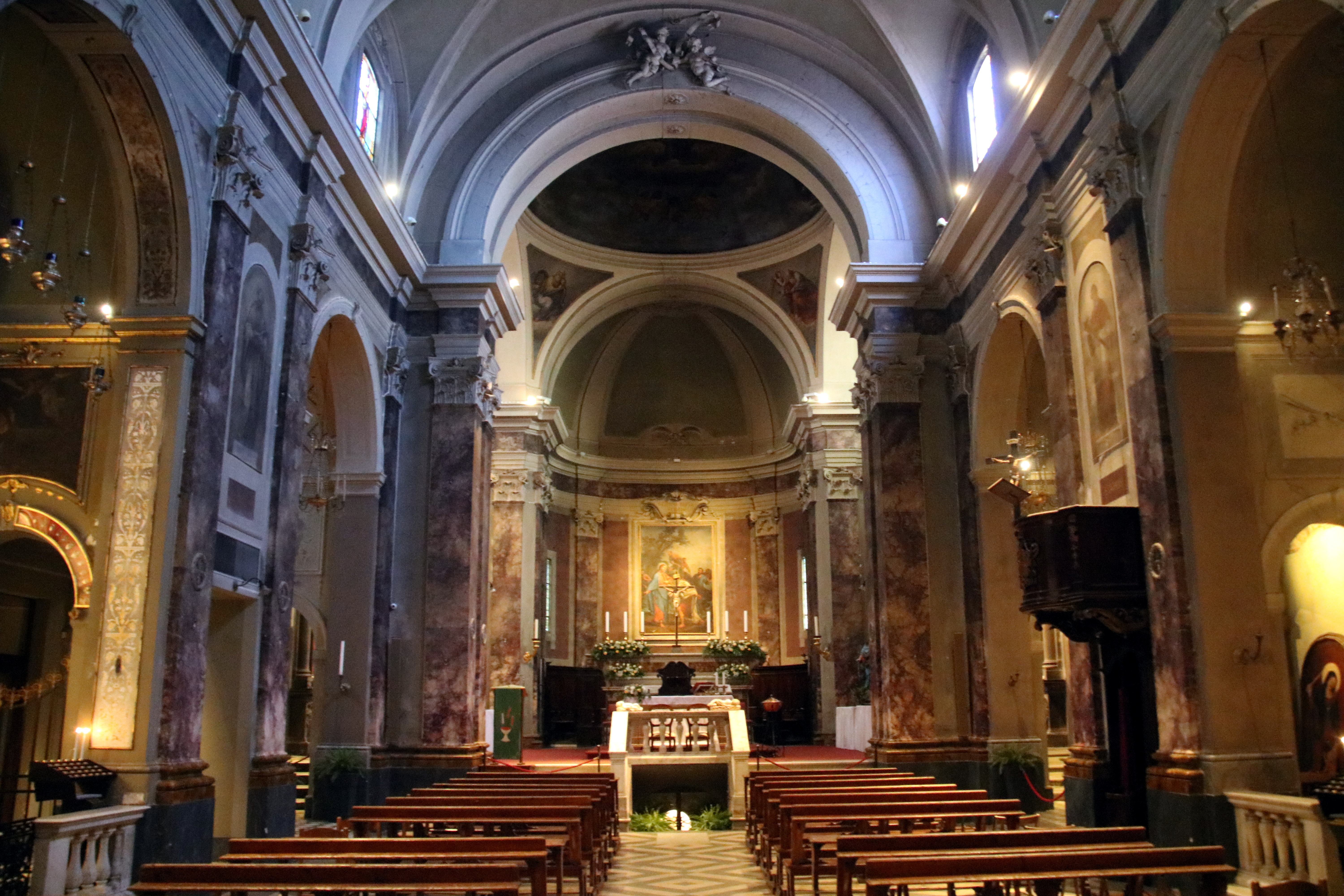
Interno

Fu eretta nel XIV secolo, quando l'imperatore Carlo IV fondò il castello di Montecarlo. La costruzione originaria, di cui resta solamente la facciata a grossi blocchi squadrati di arenaria con un portale completato da una lunetta bicroma, era in pessime condizioni alla metà del XVII secolo. Nonostante ciò fu restaurata solo alla fine del Settecento e l'apparato decorativo fu completato nella seconda metà del XIX secolo.
Nella cappella della Madonna del Rosario sono conservate alcune delle opere più preziose tra cui le più interessanti sono la statua di Sant'Antonio Abate di Francesco di Valdambrino (primo decennio del Quattrocento) e la tavola con la Madonna in trono col Bambino di Francesco Anguilla (1434) che è il centrale di un polittico i cui laterali si trovano a Birmingham, nello Stato statunitense dell'Alabama. All'altare a sinistra del presbiterio è una pala con l'Assunzione della Vergine, firmata da Cosimo Gamberucci e datata 1610.
In chiesa è anche uno dei capolavori di Antonio Franchi, la pala con I Santi Lucia, Giovanni Battista, Francesco Saverio, Biagio e Gaetano firmata e datata 1673.